# Domi & JD Beck

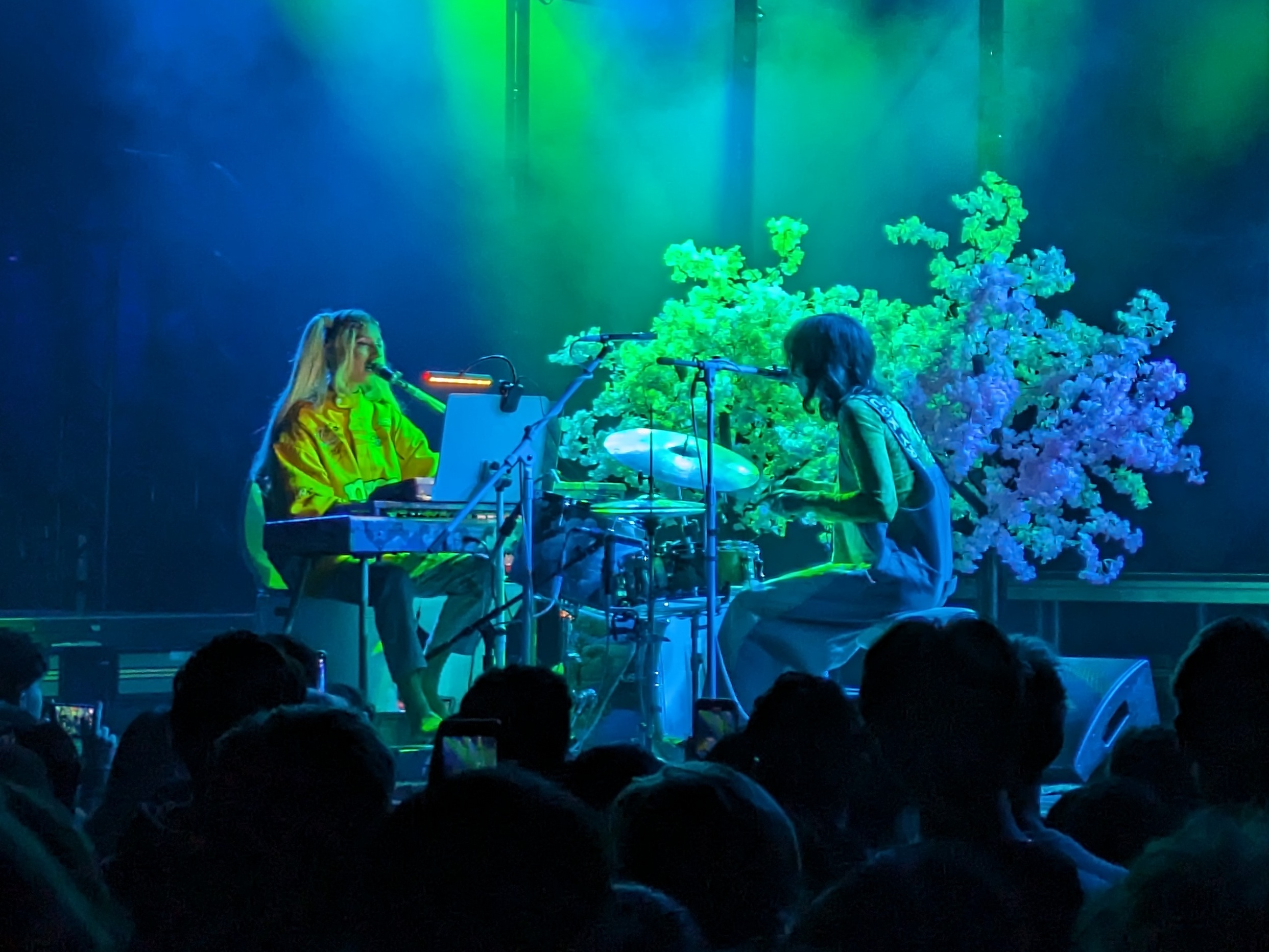
DOMi & JD Beck auf der Bühne bei History in Toronto

Domi & JD Beck (Eigenschreibweise DOMi & JD BECK) ist ein nordamerikanisch-europäisches Fusion-Duo.

## Geschichte
Domi, die Keyboarderin des Duos, wurde 2000 als Domitille Degalle in Nancy in Frankreich geboren. Ihre Eltern hörten Musik von Musikern wie Keith Jarrett, Oscar Peterson, Brad Mehldau und Art Tatum, denen sie bald nacheiferte. Mit einem Stipendium des Pariser Konservatoriums besuchte sie das Berklee College in Boston. Ein Video ihrer ersten Session dort wurde in kurzer Zeit hunderttausende Male angesehen.
Als Schlagzeuger fungiert JD Beck, mit vollem Namen James Dennis Beck, der 2003 in Texas geboren wurde.
Die beiden Mitglieder des Duos lernten sich 2018 bei der Musikmesse NAMM in Kalifornien kennen. Zustande kam der Kontakt durch den Schlagzeuger Robert „Sput“ Searight II der Gruppe Snarky Puppy, der schon vorher mit beiden zusammenarbeitete und JD Beck musikalisch betreute. Der erste gemeinsame Auftritt erfolgte auf der Geburtstagsfeier von Erykah Badu. JD Beck war vorher bereits mit Musikern ihrer Band zusammen aufgetreten. Außerdem hatte er Rhythmen für den Dubstep-Produzenten Skrillex komponiert. Seit diesem Auftritt spielten die beiden etwa mit dem Jazzpianisten und Komponisten Herbie Hancock, dem Bassisten Thundercat, der Sängerin Ariana Grande sowie dem Sänger, Rapper, Schlagzeuger und Musikproduzenten Anderson Paak. Letzterer nahm sie als erste Musiker bei seinem Label Apeshit unter Vertrag.
Erste Veröffentlichungen erschienen über YouTube, unter anderem ein Tribut an Madlib und MF Doom und eine Aufzeichnung eines Auftritts für des Schlagzeugzubehör-Herstellers Zildjian. Bei diesem wurden die beiden von Musikern um Snarky Puppy begleitet.
2022 erschien über Blue Note das Debütalbum NOT TiGHT, auf dem neben Herbie Hancock, Thundercat und Anderson Paak auch die Rapper Snoop Dogg und Busta Rhymes sowie der Gitarrist Kurt Rosenwinkel und der Sänger, Multiinstrumentalist und Musikproduzent Mac DeMarco als Featuregäste vertreten sind. JD Beck greift auf dem Album unter anderem Muster aus dem Drum and Bass und Trap auf. Die Süddeutsche Zeitung resümierte, das Album sei „vielleicht nicht die Zukunft des Jazz, aber ein buntes, wirbeliges Stück davon“.
Im November 2022 wurden Domi & JD Beck durch die amerikanische Recording Academy für die Grammy Awards 2023 in der Kategorie Best Contemporary Instrumental Album und als Best New Artist nominiert.

## Diskografie
- 2022: Not Tight (Blue Note Records/Universal)